# Mecynotarsus concolor
Mecynotarsus concolor is een keversoort uit de familie snoerhalskevers (Anthicidae). De wetenschappelijke naam van de soort werd voor het eerst geldig gepubliceerd in 1869 door King.